# Diprofillina
La diprofillina (chiamata anche difillina) è un derivato della teofillina, con la quale condivide le azioni farmacologiche, pur non essendone un precursore.

In particolare la difillina determina vasodilatazione periferica, rilassamento della muscolatura liscia del tratto respiratorio con conseguente broncodilatazione, stimolazione del SNC ed effetto diuretico.

A dosi elevate il farmaco possiede azione inotropo positiva sul miocardio e cronotropo positiva a livello del nodo senoatriale. La attività broncodilatatoria della diprofillina è soltanto il 20%-30% di quella della teofillina. Anche per la diprofillina è stata ipotizzata come meccanismo d'azione un'inibizione della fosfodiesterasi, l'enzima che degrada l'AMP ciclico (AMPc).

## Farmacocinetica
Dopo somministrazione orale la diprofillina è assorbita rapidamente e quasi completamente dal tratto gastrointestinale. La biodisponibilità del farmaco è pari a circa il 70%-75%.

Entro un'ora dalla assunzione orale si raggiungono concentrazione plasmatiche terapeutiche comprese tra 10 e 20 µg/ml.

L'emivita plasmatica è di 2 ore circa. Il volume di distribuzione è di 0,8 l/kg. La clearance plasmatica è 5 ml/min/kg circa.

La diprofillina non viene trasformata in teofillina nell'organismo. L'escrezione è sostanzialmente per via urinaria (circa l'80%) in forma immodificata entro 24 ore. Meno dell'1% del farmaco è eliminato con le feci.

## Tossicologia
I valori di DL50 nel topo sono di 3400 mg/kg per os e di 1430 mg/kg per s.c.

## Usi clinici
La diprofillina è indicata nel trattamento dell'asma bronchiale e delle forme spastiche delle broncopneumopatie ostruttive croniche.

In alcuni studi clinici si è rivelata efficace nella prevenzione del broncospasmo indotto dall'esercizio fisico.

## Effetti collaterali
La diprofillina può causare nausea, vomito, dolori epigastrici e, raramente, stipsi. Altri effetti relativamente comuni sono la cefalea, l'eccitazione, l'insonnia e la tachicardia.

## Controindicazioni
La somministrazione nei pazienti con età inferiore a 15 anni è controindicata.

La diprofillina deve essere somministrata con cautela in caso di insufficienza renale, insufficienza cardiaca, ipertensione, ipertiroidismo, ulcera peptica. L'iniezione intramuscolare risulta quasi indolore.

Il farmaco passa con facilità nel latte materno, pertanto non se ne consiglia la somministrazione alle donne nel periodo di allattamento.

## Dosi terapeutiche
La dose orale di diprofillina è di 15 mg/kg ogni sei ore. Il farmaco può essere somministrato anche per via intramuscolare in dosi di 500 mg ogni 2-6 ore fino ad un massimo di 15 mg/kg ogni sei ore.

## Interazioni
La rapida escrezione del farmaco è inibita dal probenecid.

L'associazione con troleandomicina può aumentare il rischio di sovradosaggio. La somministrazione contemporanea di eritromicina o cimetidina può aumentare i livelli plasmatici di diprofillina. Viene riportato sinergismo tra diprofillina e altri farmaci broncodilatatori (es. efedrina).